# Эльфа Рун Кристинсдоуттир
Эльфа Рун Кристинсдоуттир (исл. Elfa Rún Kristinsdóttir; род. 13 января 1985, Акюрейри) — исландская скрипачка.
Училась в Исландской академии искусств, затем во Фрайбургской Высшей школе музыки у Райнера Куссмауля, занималась также в мастер-классах Захара Брона, Жерара Пуле, Антье Вайтхаас, Томаса Цетмайра. В 2006 г. Рун выиграла Международный конкурс имени Иоганна Себастьяна Баха в Лейпциге и получила звание лучшего дебютанта года по версии Исландской музыкальной премии.